# Joris Otten
Joris Otten (Helmond, 1 december 1997) is een Nederlandse kanoslalomvaarder die actief is in de C1-klasse. In die klasse, waarin met een enkelbladige peddel wordt gevaren en de kanoër op zijn knieën in de boot zit, is hij veelvuldig Nederlands kampioen. In 2024 plaatste hij zich voor het eerst voor de Olympische Spelen. In Parijs 2024 is hij de eerste C1-vaarder die ooit voor Nederland uitkomt in deze klasse.

## Carrière
Otten werd op 1 december 1997 geboren in Helmond. Hij probeerde aanvankelijk verschillende sporten voor hij in 2010 kennis maakte met de kanosport. Het varen met de dubbelzijdige peddel, zittend in de boot (de K1) lag hem minder, maar in de C1 voelde hij zich meteen thuis. Al snel vestigde hij zich in de nationale top. Zijn belangrijkste trainer in die periode was Michael van den Boogaard.
In Nederland trainde hij bij zijn club HWC de Helmvaarders. Dat deed hij op het vlakke water van de Zuid-Willemsvaart. In de weekenden en in de vakanties reisde hij door heel Europa, op zoek naar wildwaterbanen én naar trainers die hem konden helpen in zijn ontwikkeling.
In 2021 besloot Otten te verhuizen naar het Franse Pau waar hij kon trainen op de wildwaterbaan van die plaats (Stade d’eaux vives Pau Béarn Pyrénées). In Pau sloot hij zich aan bij een internationale groep van kanovaarders onder de naam ISA (International Slalom Academy). Tijdens de coronapandemie en door het feit dat hij van zijn Tilburgse opleidingsinstituut Fontys de topsportstatus kreeg, kon hij zijn opleiding nagenoeg volledig online doen. In 2022 slaagde hij voor zijn studie journalistiek met specialisatie popmuziek.
Sinds 2019 komt Otten uit voor Nederland tijdens internationale toernooien, waaronder World Cups, Europese kampioenschappen en Wereldkampioenschappen. Otten voldeed op dat moment nog niet aan de prestatie-eisen die de bond stelt aan financiering. Om zich verder te kunnen ontwikkelen huurde hij de Spaanse coach Telmo Olazabal in en mede onder diens begeleiding steeg hij langzaam in de Wereldranglijst.
In juni 2023 bereikte Otten tijdens de Europese Spelen in het Poolse Krakau de twaalfde plaats in het landenklassement en voldeed daarmee aan de kwalificatie-eis van het IOC voor de Olympische Spelen van 2024 in Parijs. Omdat het Nederlandse NOC-NSF aanvullende eisen voor uitzending stelt, bleef plaatsing onzeker totdat Otten op 19 mei 2024, tijdens de World Cup in Tacen, er nogmaals in slaagde een top-12 in het landenklassement te varen.